# Acacia-apalis
De acacia-apalis (Phyllolais pulchella) is een zangvogel uit de familie Cisticolidae.

## Verspreiding en leefgebied
Deze soort komt voor van noordelijk Nigeria tot Eritrea, Ethiopië, Kenia en Tanzania.

## Status
De grootte van de populatie is niet gekwantificeerd maar de soort wordt omschreven als zeldzaam tot algemeen. Op de Rode lijst van de IUCN heeft deze soort de status niet bedreigd.